# 10424 Gaillard
10424 Gaillard este un asteroid din centura principală de asteroizi.

## Descriere
10424 Gaillard este un asteroid din centura principală de asteroizi. A fost descoperit pe 20 ianuarie 1999 la Caussols, în cadrul proiectului ODAS. Asteroidul prezintă o orbită caracterizată de o semiaxă mare de 2,35 ua, o excentricitate de 0,11 și o înclinație de 2,3° în raport cu ecliptica.